# 青岛公交隧道1路线
青岛公交隧道1路线，是青岛市沟通胶州湾两岸城区的一条公交线，隶属于青岛城运控股公交集团隧道巴士第二分公司。该路线自2011年6月30日开通运营，途经市南区、市北区和黄岛区。被称为青岛“人最多的隧道公交车”。

## 路线走向
下行：昆仑山路、渭河路、开拓路、前湾港路、奋进路、嘉陵江西路、嘉江立交桥、嘉陵江西路、嵩山隧道、嘉陵江东路、漓江东路、漓江东路南辅路、胶州湾隧道、团岛二路、贵州路、汶上路、费县路、兰山路、太平路、中山路、广西路、江苏路、龙口路、龙山路、江苏路、胶州路、堂邑路、馆陶路。
上行：堂邑路、中山路、胶州路、热河路立交桥、江苏路、广西路、费县路、西藏路、云南路、台西三路、胶州湾隧道、漓江东路、漓江东路西匝道、东环岛路、漓江东路南辅路、嘉陵江路连接线立交桥、漓江东路、嘉陵江东路、嵩山隧道、嘉陵江西路、嘉江立交桥、嘉陵江西路、奋进路、前湾港路。

## 停车站点
本路线共设置20个停车站点。
| 序号 | 站名             | 下行                          | 下行                      | 上行                          | 上行                      | 换乘地铁             | 备注 |
| 序号 | 站名             | 停车                          | 站位                      | 停车                          | 站位                      | 换乘地铁             | 备注 |
| ---- | ---------------- | ----------------------------- | ------------------------- | ----------------------------- | ------------------------- | -------------------- | ---- |
| 1    | 山东科技大学站   | 向下箭头图形 · 公共汽车的图形 | 海尔大道/前湾港路         | 向上箭头图形 · 公共汽车的图形 | 前湾港路/海尔大道         |                      |      |
| 2    | 澳柯玛工业园站   |                               |                           | 向上箭头图形 · 公共汽车的图形 | 前湾港路/开拓路（路口西） |                      |      |
| 2    | 蜊叉泊站         | 向下箭头图形 · 公共汽车的图形 | 前湾港路/开拓路（路口东） |                               |                           |                      |      |
| 3    | 港头李站         | 向下箭头图形 · 公共汽车的图形 | 奋进路/松花江路           | 向上箭头图形 · 公共汽车的图形 | 奋进路/前湾港路           |                      |      |
| 4    | 西海岸医院站     | 向下箭头图形 · 公共汽车的图形 | 奋进路/齐长城路           | 向上箭头图形 · 公共汽车的图形 | 奋进路/齐长城路           |                      |      |
| 5    | 青岛滨海学院站   | 向下箭头图形 · 公共汽车的图形 | 嘉陵江西路/团结路         | 向上箭头图形 · 公共汽车的图形 | 嘉陵江西路/团结路         |                      |      |
| 6    | 保税港区东门站   | 向下箭头图形 · 公共汽车的图形 | 嘉陵江西路/太行山路       | 向上箭头图形 · 公共汽车的图形 | 嘉陵江西路/太行山路       | 嘉陵江路站（西海岸） |      |
| 7    | 理工大学新校区站 | 向下箭头图形 · 公共汽车的图形 | 嘉陵江东路/青岛理工大学   | 向上箭头图形 · 公共汽车的图形 | 嘉陵江东路/青岛理工大学   |                      |      |
| 8    | 青云山路北站     | 向下箭头图形 · 公共汽车的图形 | 嘉陵江东路/青云山路       | 向上箭头图形 · 公共汽车的图形 | 嘉陵江东路/青云山路       |                      |      |
| 9    | 嘉陵江东路站     | 向下箭头图形 · 公共汽车的图形 | 嘉陵江东路/长江东路       | 向上箭头图形 · 公共汽车的图形 | 嘉陵江东路/长江东路       | 天目山路站（1）      |      |
| 10   | 北船职工公寓站   | 向下箭头图形 · 公共汽车的图形 | 漓江东路/华顶山路         | 向上箭头图形 · 公共汽车的图形 | 漓江东路/披云山路         |                      |      |
| 11   | 北船重工站       | 向下箭头图形 · 公共汽车的图形 | 灕江東路/金山路           | 向上箭头图形 · 公共汽车的图形 | 灕江東路/金山路           | 薛家島灣站（1）      |      |
| 12   | 武船重工站       | 向下箭头图形 · 公共汽车的图形 | 399省道/東環島路          | 向上箭头图形 · 公共汽车的图形 | 東環島路/399省道          | 瓦屋莊站（1）        |      |
| 13   | 台西三路贵州路站 |                               |                           | 向上箭头图形 · 公共汽车的图形 | 台西三路/贵州路           | 貴州路站（1）        |      |
| 13   | 西康支路站       | 向下箭头图形 · 公共汽车的图形 | 貴州路/西康支路           |                               |                           | 貴州路站（1）        |      |
| 14   | 西镇站           |                               |                           | 向上箭头图形 · 公共汽车的图形 | 費縣路/汶上路             | 西鎮站（1）          |      |
| 15   | 汶上路西镇站     | 向下箭头图形 · 公共汽车的图形 | 汶上路/單縣路             |                               |                           | 西鎮站（1）          |      |
| 16   | 兰山路火车站     | 向下箭头图形 · 公共汽车的图形 | 兰山路/广西支路           |                               |                           | 青島站（1、3）       |      |
| 17   | 广西路火车站     |                               |                           | 向上箭头图形 · 公共汽车的图形 | 广西路/蒙阴路             | 青島站（1、3）       |      |
| 18   | 青醫附院站       | 向下箭头图形 · 公共汽车的图形 | 江蘇路/沂水路             | 向上箭头图形 · 公共汽车的图形 | 江蘇路/湖南路             | 沂水路站（4）        |      |
| 19   | 市立醫院站       | 向下箭头图形 · 公共汽车的图形 | 膠州路/长清路             | 向上箭头图形 · 公共汽车的图形 | 膠州路/长清路             | 江蘇路站（1）        |      |
| 20   | 大窯溝站         | 向下箭头图形 · 公共汽车的图形 | 堂邑路/市場一路           | 向上箭头图形 · 公共汽车的图形 | 堂邑路/市場二路           |                      |      |

## 运营时间
以下均为当地时间（UTC+8）为准。
- 山東科技大學站（主站）：5:40-20:00
- 大窑沟站（副站）：5:40-21:00

## 票制票价
本路线车辆均为空调车，无人售票一票制。每人次投币CNY￥2。